# Manuskrypt paryski F

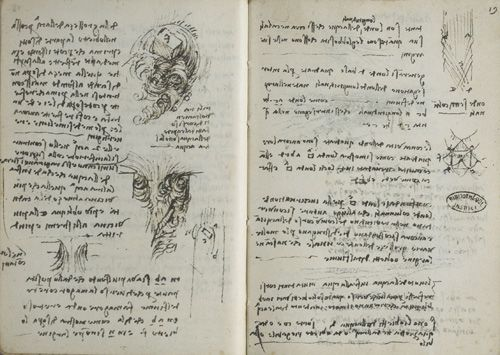
Manuskrypt paryski F

Manuskrypt paryski F – zbiór notatek Leonarda da Vinci datowany na lata 1508–1513. Jego wymiary wynoszą 145 × 100 mm. Liczy 96 kart. Znajduje się w Institut de France.
Głównym tematem Manuskryptu paryskiego F jest woda, nauka o optyce, geologii i astronomii. Leonardo da Vinci zapisał w nim również swoje rozważania na temat kosmologii, świetle na Księżycu oraz zadaje pytania, jak wygląda Ziemia z powierzchni Księżyca. W manuskrypcie znajdują się również prywatne zapiski Leonarda, np. rachunki.
Spójność notatek i jednostajny zapis wskazuje, iż rękopis powstał w dość krótkim okresie. Manuskrypt obejmuje 96 stron. Ze względu na to, że manuskrypt w większości jest poświęcony hydrologii, był on znany pod tytułem Di mondo ed acque (O świecie i jego wodach).